# Dessighofen

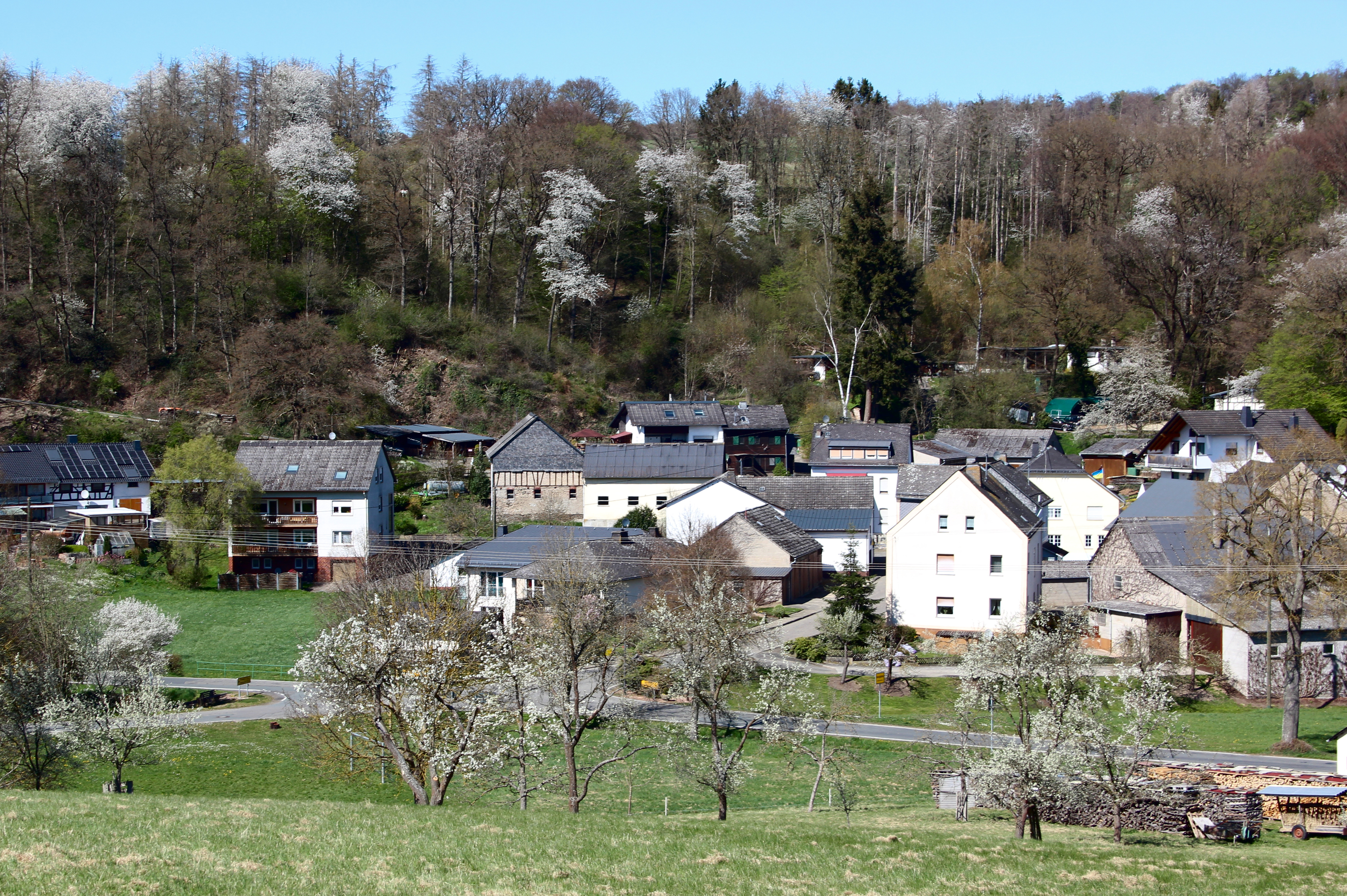
Ansicht von Dessighofen

Dessighofen (mundartlich: „Dessje“) ist eine Ortsgemeinde im Rhein-Lahn-Kreis in Rheinland-Pfalz. Sie gehört der Verbandsgemeinde Bad Ems-Nassau an.

## Geographie
Dessighofen liegt im Taunus (westlicher Hintertaunus) auf dem Einrich, im Südwesten der Verbandsgemeinde.

## Geschichte
Dessighofen gehörte ursprünglich zum Einrichgau und wurde im Jahr 1145 in einer Urkunde des Klosters Schönau erstmals erwähnt.
Dessighofen gehörte zum später „Vierherrisches auf dem Einrich“ genannten Kondominium, das im gemeinschaftlichen Besitz von Hessen-Kassel und verschiedener Linien von Nassau war. Es war zuletzt bis 1774 dem nassau-saarbrückischen Quartier zugeordnet.
Nach der im Jahr 1774 erfolgten Teilung des „Vierherrischen“ kam der Ort unter die gemeinsame Landeshoheit von Nassau-Usingen und Nassau-Diez und wurde dem Amt Nassau zugeordnet. Von 1806 an gehörte Dessighofen zum Herzogtum Nassau, das 1866 vom Königreich Preußen annektiert wurde. Dessighofen kam 1868 zur preußischen Provinz Hessen-Nassau und wurde 1946 Teil des Landes Rheinland-Pfalz.
Dessighofen gehörte seit 1972 der Verbandsgemeinde Nassau an. Diese wurde am 1. Januar 2019 mit der Verbandsgemeinde Bad Ems zur Verbandsgemeinde Bad Ems-Nassau vereinigt.
Die Einwohnerschaft entwickelte sich im 19. und 20. Jahrhundert wie folgt: 1843: 128 Einwohner, 1927: 135 Einwohner, 1964: 128 Einwohner.

## Politik

### Gemeinderat
Der Gemeinderat in Dessighofen besteht aus sechs Ratsmitgliedern, die bei der Kommunalwahl am 9. Juni 2024 in einer Mehrheitswahl gewählt wurden, und dem ehrenamtlichen Ortsbürgermeister als Vorsitzendem.

### Bürgermeister
Ronny Metzner wurde am 30. Juni 2023 Ortsbürgermeister von Dessighofen. Bei der Direktwahl am 11. Juni 2023 war er mit einem Stimmenanteil von 91,5 % gewählt worden. Bei der Direktwahl am 9. Juni 2024 wurde er als einziger Bewerber mit 87,0 % für weitere fünf Jahre in seinem Amt bestätigt.
Metzners Vorgänger Wilfried Ilgauds hatte das Amt 2009 übernommen. Zuletzt bei der Direktwahl am 26. Mai 2019 wurde er mit einem Stimmenanteil von 73,21 % für weitere fünf Jahre in seinem Amt bestätigt. Anfang 2023 kündigte Ilgauds jedoch an, das Ehrenamt zum 30. Juni 2023 aus persönlichen Gründen vorzeitig niederzulegen, wodurch eine Neuwahl erforderlich wurde.

### Wappen
Die Gemeinde führt seit 1991 ein eigenes Wappen:
| Wappen von Dessighofen | Blasonierung: „In Gold über einem fünfblättrigen grünen Eichenzweig mit zwei roten Eicheln ein springendes schwarzes Pferd.“ |
| Wappen von Dessighofen | |